# اپل یونیکس
اپل یونیکس که نشان تجاری آن "A/UX" است یک پیاده‌سازی از یونیکس بر روی بعضی از رایانه‌های مکینتاش شرکت اپل بود که اولین بار در فوریه ۱۹۸۸ منتشر و آخرین نسخهٔ آن در ۱۹۹۵ منتشر شد و شرکت اپل سال ۱۹۹۶ این پلتفرم را کاملاً کنار گذاشت.
این سیستم‌عامل مبتنی بر سیستم پنج یونیکس انتشار ۲.۲ بود و قابلیت‌هایی را هم از سیستم پنج انتشار ۳ و ۴ و هم‌چنین نسخه‌های ۴.۲ و ۴.۳ بی‌اس‌دی یونیکس را در خود گنجانده بود. این سیستم‌عامل با استاندادهای پازیکس و تعریف واسط سیستم پنج سازگار بود و قابلیت شبکه TCP/IP را هم از نسخهٔ دو به بعد در خود گنجانده بود.
داشتن یک سیستم‌عامل سازگار با یونیکس و پازیکس این امکان را برای شرکت اپل به وجود آورد که قراردادهای بزرگی را برای تأمین رایانه با موسسات مختلف حکومت ایالات متحده از جمله ارتش و ناسا پیشنهاد دهد.